# 7711 Říp
7711 Říp è un asteroide della fascia principale del diametro medio di circa 15,81 km. Scoperto nel 1994, presenta un'orbita caratterizzata da un semiasse maggiore pari a 3,0616797 UA e da un'eccentricità di 0,2794608, inclinata di 12,21357° rispetto all'eclittica.